# Mobutu Sese Seko
Mobutu Sese Seko, nome completo Mobutu Sese Seko Kuku Ngbendu Wa Zabanga (letteralmente "Mobutu il guerriero che va di vittoria in vittoria senza che nessuno possa fermarlo") nato come Joseph-Désiré Mobutu (Lisala, 14 ottobre 1930 – Rabat, 7 settembre 1997), è stato un politico, militare e dittatore della Repubblica Democratica del Congo, da lui rinominato Zaire. Insediato e sostenuto soprattutto da Belgio e Stati Uniti, organizzò un regime autoritario, accumulando enormi ricchezze personali e tentando di ripulire il Paese da tutte le influenze coloniali, mentre riceveva un forte supporto statunitense nelle sue posizioni anticomuniste.
Durante la crisi del Congo del 1960, Belgio e CIA aiutarono Mobutu ad attuare il colpo di Stato contro il governo di Patrice Lumumba. Lumumba era il primo leader del paese ad essere stato eletto democraticamente e venne ucciso da un plotone d'esecuzione Katanghese. Mobutu, che era stato nominato capo di stato maggiore dallo stesso Lumumba solo pochi mesi prima, concentrò allora gran parte del potere effettivo nelle proprie mani. Raggiunse il potere nel novembre 1965 dopo aver deposto il presidente Joseph Kasa-Vubu con un secondo colpo di Stato. Come parte del suo programma di "autenticità" fece cambiare il nome dello Stato da Congo a Zaire nel 1971 e il suo nome divenne Mobutu Sese Seko nel 1972.
Quando Sese Seko salì al potere, la nazione si chiamava formalmente "Repubblica Democratica del Congo", ma era anche spesso chiamata informalmente "Ex-Congo belga", "Congo-Léopoldville" o "Congo-Kinshasa", per distinguerlo dall'ex colonia dell'Africa Equatoriale Francese, che negli anni sessanta prese il nome di Repubblica Popolare del Congo (oggi solamente Repubblica del Congo). Mobutu impose il monopartitismo nel Paese, con tutto il potere concentrato nelle sue mani, e divenne oggetto di un forte culto della personalità.
Durante il suo regime creò un sistema statale fortemente centralizzato e accumulò ingenti fortune attraverso lo sfruttamento dell'economia e la corruzione, tanto che si è definito il sistema come cleptocrazia. La nazione soffrì una inflazione incontrollata, un grande debito pubblico e forti svalutazioni correntizie. Nel 1991 il deteriorarsi dell'economia e le sommosse lo convinsero a condividere il potere con i leader dell'opposizione, anche se usò la forza delle armi per evitare il cambio di regime fino al 1997, quando le forze ribelli guidate da Laurent-Désiré Kabila lo espulsero dal paese. Malato di cancro alla prostata, morì tre mesi dopo in Marocco.
Mobutu divenne famoso per la corruzione, il nepotismo e per essere stato tra i tre uomini al mondo che hanno incamerato più denaro dello Stato per uso strettamente privato (accertati sono più di cinque miliardi di dollari, ma alcune stime riportano anche la cifra di quindici miliardi), oltre che per alcune stravaganze, come quando prese un volo Concorde per un viaggio di shopping a Parigi. Durante il suo trentennale governo venne registrata una grande diffusione delle violazioni dei diritti umani, tanto che venne definito come l'archetipo del dittatore africano.

## Biografia

### Origini e formazione
Nacque a Lisala, nel Congo belga ed apparteneva alla etnia Ngbandi. La madre, Marie Madeleine Yemo, lavorava come cameriera in un albergo a Lisala, dopo essere fuggita dall'harem di un capovillaggio locale. Suo padre, Albéric Gbemani, era cuoco per un giudice belga e morì quando il ragazzo aveva 8 anni. Fu quindi allevato da suo nonno e da suo zio. La moglie del giudice aveva preso in simpatia Mobutu e gli insegnò a leggere e scrivere in francese, la madre, in cambio, assistette i quattro figli della signora; la famiglia si spostò spesso.
I primi studi di Mobutu furono a Leopoldville, successivamente la madre lo mandò dallo zio a Coquilhatville, dove frequentò la Christian Brothers School, una missione cattolica, studiando come segretario contabile. 
Nel 1949 Mobutu s'imbarcò clandestinamente su una barca per Leopoldville e incontrò una ragazza: i sacerdoti lo ritrovarono molte settimane dopo. Alla fine dell'anno scolastico, invece di essere mandato in prigione, gli venne ordinato di servire per sette anni nell'esercito coloniale, la Force Publique, una punizione tipica per gli studenti ribelli.

### Il servizio e la carriera militare
Nella vita militare Mobutu trovò disciplina e, nel sergente Joseph Bobozo, una figura paterna. Portò avanti i suoi studi prendendo in prestito giornali europei dai soldati belgi e i libri ovunque li trovasse, consultandoli quando era di sentinella e in qualunque momento libero. Le sue letture preferite erano gli scritti di Charles de Gaulle, Winston Churchill e di Niccolò Machiavelli. Dopo aver superato il corso come ragioniere, cominciò a dedicarsi alla professione di giornalista. Ancora arrabbiato per gli scontri vissuti con i preti dell'istituto cattolico, non si sposò in chiesa. Il suo contributo per la festa di matrimonio consistette in una cassa di birra, tutto quello che poteva permettersi con lo stipendio dell'esercito.
Come soldato, Mobutu scriveva, firmandosi con uno pseudonimo, su un nuovo giornale di politica contemporanea creato da una colonia belga intitolato Actualités Africaines. Nel 1956 si congedò dall'esercito con il grado di sottufficiale e divenne giornalista a tempo pieno, scrivendo sul quotidiano di Leopoldville L'Avenir, mediante il quale cominciò ad esprimere pubblicamente le proprie idee. Si recò per la prima volta in Europa in occasione di un congresso di giornalisti a Bruxelles, dove restò per qualche tempo a studiare giornalismo. In questo periodo ebbe diversi incontri con intellettuali congolesi desiderosi di cambiare il sistema coloniale. Nello stesso periodo la delegazione congolese guidata da Patrice Lumumba stava negoziando l'indipendenza del Congo (Conferenza del 20 gennaio - 20 febbraio 1960), e al loro arrivo a Bruxelles Mobutu si mise a loro disposizione; divenne amico di Lumumba, anche se molti studiosi contemporanei sostengono che l'intelligence belga avesse assoldato Mobutu come informatore.
Durante i colloqui, l'ambasciatore statunitense tenne un ricevimento per conoscere meglio la delegazione congolese. Lo staff dell'ambasciata ricevette una lista contenente i nomi dei delegati così da discuterne successivamente le impressioni. L'ambasciatore notò come: «Un uomo continuasse ad emergere. Ma non era segnato in alcuna lista, non era un membro ufficiale della delegazione, era il segretario di Lumumba. Ma tutti furono d'accordo che fosse un uomo estremamente intelligente, molto giovane, probabilmente immaturo, ma una persona con un grande potenziale».

### La crisi del Congo
Dopo la concessione dell'indipendenza, il 30 giugno 1960, venne formata una coalizione di governo guidata dal primo ministro Lumumba e dal presidente Joseph Kasa-Vubu. Il nuovo Stato cadde velocemente nella cosiddetta "Crisi del Congo" e i militari si ammutinarono contro i rimanenti ufficiali belgi. Mobutu, essendo l'unico lumumbista con qualche cognizione militare, venne incaricato nel 1961 di ricoprire la carica di Capo di Stato Maggiore dell'Armée Nationale Congolaise, l'esercito congolese, sotto il Capo di Stato Maggiore Victor Lundula. Con questo incarico, Mobutu si mosse lungo lo Stato convincendo i soldati a tornare nelle loro caserme. Incoraggiate dal governo belga, intenzionato a mantenere l'accesso alle ricche miniere congolesi, le spinte secessioniste esplosero nel sud.
Temendo che gli aiuti statunitensi fossero diretti a restaurare l'ordine piuttosto che sconfiggere i separatisti del sud, Patrice Lumumba si rivolse all'Unione Sovietica, ottenendo massicci aiuti militari e circa un migliaio di consiglieri tecnici in sei settimane. Il governo americano vide le attività sovietiche come una manovra per aumentare le influenze comuniste in Africa centrale. Kasa-Vubu, irritato dalla presenza sovietica, destituì Lumumba, quest'ultimo dichiarò Kasa-Vubu come deposto. Entrambi ordinarono a Mobutu di arrestare l'altro, il quale come Capo di Stato maggiore dell'esercito, venne sottoposto a forti pressioni da forze differenti. Le ambasciate degli stati occidentali, le quali avevano contribuito al pagamento degli stipendi dei soldati, volevano sbarazzarsi della presenza sovietica come anche Mobutu e Kasa-Vubu.
Il 14 settembre 1960 Mobutu prese il controllo con un golpe sostenuto dalla CIA. Il nuovo regime mise agli arresti domiciliari Lumumba per la seconda volta, Kasa-Vubu rimase formalmente presidente e venne ordinato ai consiglieri sovietici di andarsene. Lumumba venne accusato da Mobutu di simpatie comuniste, sperando di ottenere così il sostegno degli Stati Uniti d'America ma Lumumba si diresse a Stanleyville dove organizzò il proprio governo. L'Unione Sovietica lo sostenne ancora con degli armamenti e in questo modo fu in grado di difendere le proprie posizioni. Nel novembre 1960 venne catturato e spedito a Katanga.
Mobutu lo considerava ancora una minaccia e diede l'ordine di arrestarlo e percuoterlo in pubblico il 17 gennaio 1961. Dopo questo avvenimento Lumumba scomparve e venne scoperto più tardi che era stato ucciso lo stesso giorno. Inizialmente si sparse la voce, con ogni probabilità priva di fondamento, che Mobutu avesse commesso cannibalismo con il suo cadavere. Dopo questa azione il Congo fu scosso da una guerra civile, che portò anche alla secessione di varie provincie, e all'appoggio cubano (con la presenza di Che Guevara) per la parte social-democratica, africanista, lumumbista, socialista e comunista che si riconosceva nella presidenza di Lumumba.
Le potenze occidentali (ed in particolare Francia, USA e Belgio) appoggiarono Joseph Kasa-Vubu e soprattutto Mobutu, che iniziò ad apparire l'uomo forte del regime e un buon referente militare e per l'intelligence. Il 23 gennaio 1961 Kasa-Vubu promosse Mobutu maggior generale; de Witte sostenne che fu una mossa politica per ottenere il sostegno dell'esercito, l'unico supporto del presidente, e la posizione di Mobutu. Nel 1964 Pierre Mulele guidò i ribelli in un'altra ribellione, in poco tempo occuparono due terzi del Congo ma l'esercito congolese, guidato da Mobutu, fu in grado di riconquistare l'intero territorio nel 1965.

### Il colpo di Stato e il potere
Il Primo ministro della Convenzione nazionale congolese Moise Tshombe vinse con una larga maggioranza le elezioni del marzo 1965, ma Kasa-Vubu diede l'incarico di Primo ministro designato ad un leader anti-Tshombe, Évariste Kimba. In ogni caso il Parlamento rifiutò due volte di confermarlo. Con il governo prossimo alla paralisi, Mobutu saliva al potere con il golpe non violento del 25 novembre destituendo il presidente Kasa-Vubu, il mese prima aveva compiuto 35 anni. Nel periodo di regime d'exception (l'equivalente dello stato di emergenza) Mobutu aveva assunto silenziosamente, ma in maniera sempre più assoluta, il potere per cinque anni.
Nel suo primo discorso dopo la presa del potere, davanti ad una grande folla nello stadio principale di Léopoldville, Mobutu disse che i politici in cinque anni avevano mandato il paese in rovina, "per cinque anni non ci saranno più attività dei partiti politici nel paese". Il parlamento venne ridotto ad un passacarte, anche se prima di essere abolito completamente venne rivitalizzato. Il numero delle province venne ridotto da 21 a 8 e la loro autonomia diminuita, con il risultato che lo Stato divenne fortemente centralizzato, venne profondamente modificata la costituzione, attribuendo molti poteri al Capo dello Stato, quest'ultimo era anche capo del governo, capo delle forze armate e della polizia, ministro degli esteri e deteneva il potere di nomina dei giudici, governatori locali e capi dipartimento. Nel 1967 nacque il Movimento Popolare della Rivoluzione, il quale fino al 1990 sarà l'unica formazione politica presente in Zaire.

### La caduta
A poco a poco i metodi del regime e l'assenza del rispetto dei diritti umani resero insostenibile, presso quasi tutte le opinioni pubbliche occidentali, il sostegno allo Zaire di Mobutu. Faceva eccezione la Francia che, anche dopo la decolonizzazione, aveva saldamente mantenuto la propria influenza economica e politica in Africa, senza andare troppo per il sottile nella scelta dei suoi protetti (si pensi a Jean-Bedel Bokassa, appoggiato per moltissimi anni da Valéry Giscard d'Estaing) in costante contrasto con gli Stati Uniti per motivi di prestigio e rivalità e con i sovietici per questioni ideologiche. Dal 1972 in poi fu sostenuto anche dal leader cinese Mao Zedong principalmente, a causa della sua posizione antisovietica, ma anche come parte dei tentativi di Mao di creare un blocco di nazioni afroasiatiche guidate da lui.
Nel 1986, comunque, il regime di rapina e corruzione di Mobutu, che venne ribattezzato cleptocrazia, condusse lo Zaire ad una grave crisi economica ed il fossato che si era aperto tra il dittatore e la sua cerchia ed il resto del paese diventò incolmabile. Consapevole del crescente malcontento popolare, inarrestabile anche con la violenza, e della caduta dei suoi sostenitori storici in Occidente (il muro di Berlino era caduto nel 1989), nell'aprile del 1990 Mobutu si rassegnò ad accettare la presenza di un Parlamento multipartitico al proprio fianco e a condividere il potere con il presidente del Parlamento stesso.
Indebolito sul piano interno e a livello internazionale (nel 1990 fu decretata la sospensione degli aiuti economici), cercò di consolidare la propria posizione consentendo che lo Zaire fungesse da base logistica per l'intervento militare della Francia in Ruanda (vd. guerra civile ruandese) e ospitando nelle regioni orientali del paese i profughi di quel paese, in particolare dopo il 1994. Ma questo non risolse la crisi, che infine venne decisa dall'attacco di forze ribelli ruandesi ed ugandesi coalizzate sotto il comando di Laurent-Désiré Kabila, nel 1996.

### L'esilio e la morte
Nel maggio 1997 Kabila si autoproclamò presidente e Mobutu fuggì in Marocco, dove morì di cancro alla prostata all'ospedale militare Mohammed V di Rabat alle ore 21:30 del 7 settembre 1997, lasciando il suo paese al collasso economico, in conflitto con i paesi vicini ed in guerra civile al proprio interno.

## La figura

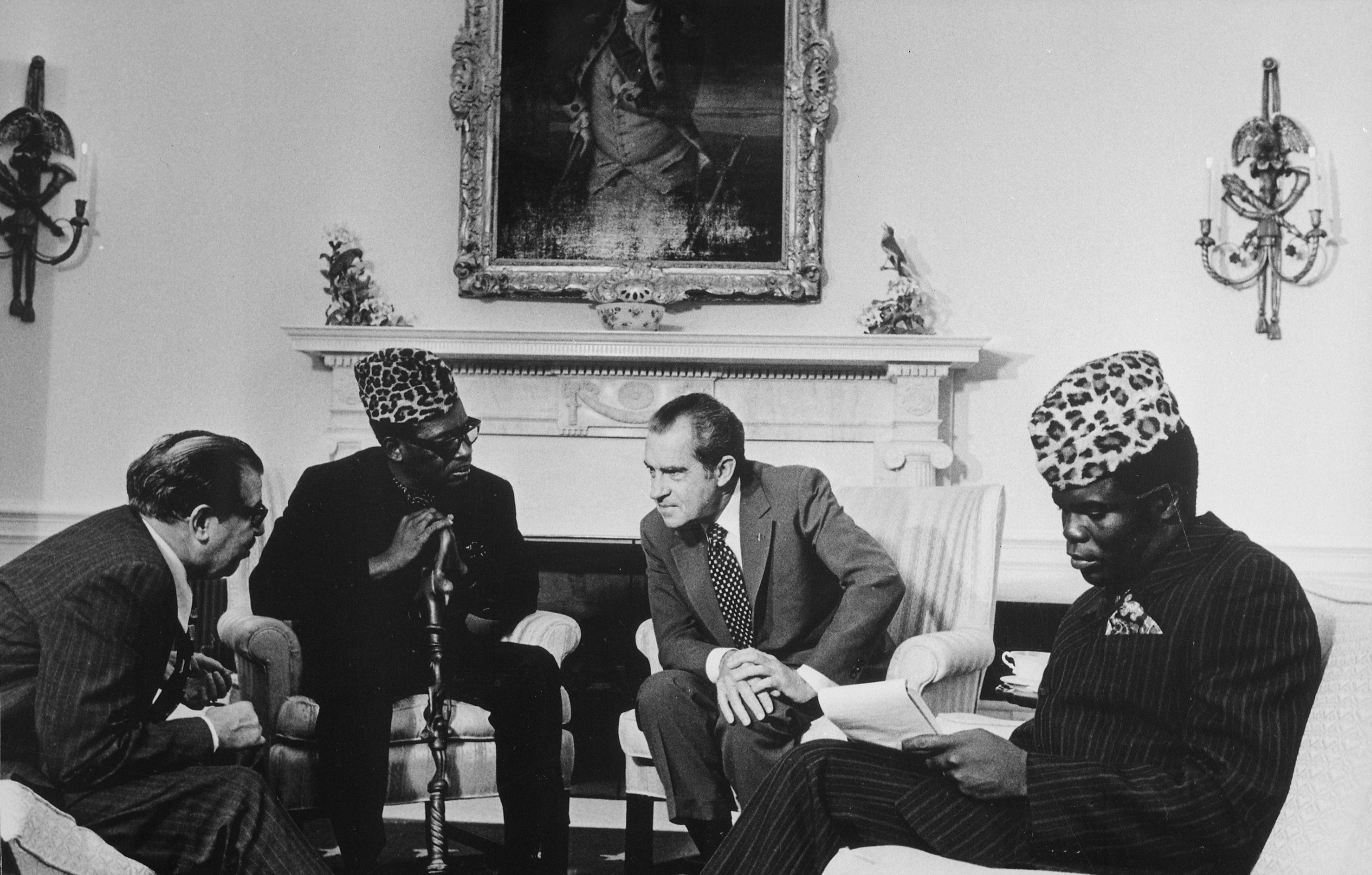
Mobutu e Richard Nixon a Washington nel 1973

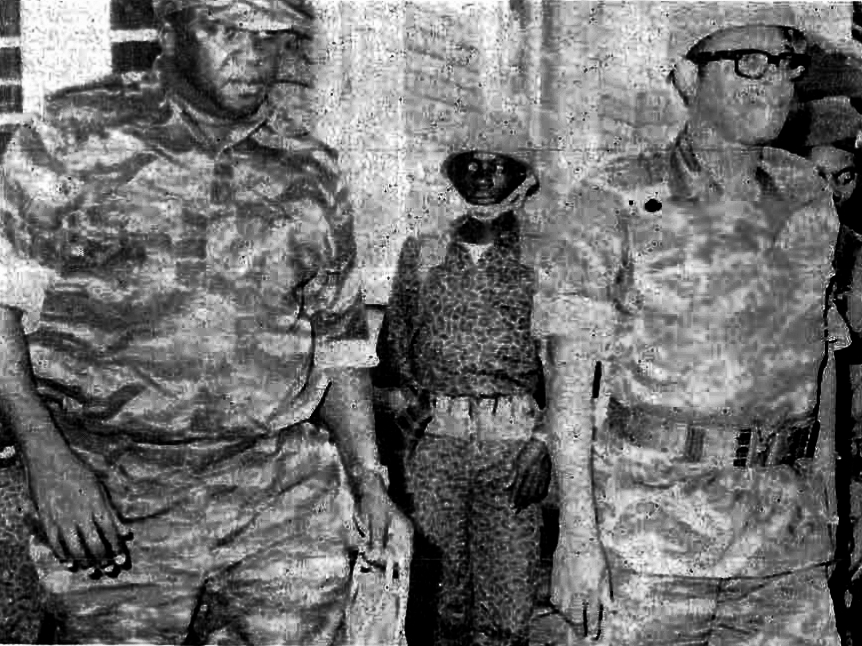
Mobutu (a destra) con il dittatore dell'Uganda Idi Amin Dada

Giunto al potere, instaurò un regime autoritario a partito unico di cui divenne maresciallo-presidente. Per aumentare il potere venne portata avanti anche una forte repressione nei confronti del dissenso, nel 1961 venne assassinato Patrice Lumumba, nel 1966 quattro ministri del governo (Jerome Anany, Alexander Mahamba, Emmanuel Bamba ed Evariste Kimba) furono accusati di architettare un colpo di Stato, dopo un processo-farsa vennero impiccati nello stadio di Kinshasa di fronte a 50.000 spettatori; nel 1969 Kasa-Vubu, già agli arresti domiciliari in seguito al golpe, morì nella sua abitazione, non si è mai stabilito con certezza il ruolo di Mobutu nella sua morte; nel 1969 la rivolta degli studenti venne repressa dall'esercito causando un numero imprecisato di morti i cui corpi furono sepolti in fosse comuni. Dodici studenti furono condannati a morte in quell'occasione.
Nel 1968 Pierre Mulele, prima ministro dell'educazione nel governo di Lumumba e successivamente ribelle durante la rivolta dei Simba venne indotto a lasciare il suo esilio di Brazzaville, nella convinzione di ottenere l'amnistia, venne invece torturato e ucciso dalle forze di Mobutu; mentre era ancora vivo i suoi occhi furono cavati, venne evirato e gli arti furono tagliati uno per uno. Successivamente Mobutu utilizzò tattiche diverse dalla tortura e dall'omicidio per mantenere il potere, una di queste era la corruzione, un'altra consisteva nel ruotare spesso i membri del governo così da evitare che qualcuno potesse assumere il ruolo di minaccia.
In base ad un'altra tecnica ancora i membri dissidenti del governo venivano arrestati e talvolta torturati, successivamente questi però erano perdonati e collocati in posizioni elevate; il caso più famoso in questione fu quello di Jean Nguza Karl-i-Bond, il quale venne destituito dal suo ruolo di ministro degli esteri nel 1977, condannato a morte e torturato, dopodiché Mobutu convertì la condanna in ergastolo, venne rilasciato dopo un anno e più tardi venne nominato primo ministro. Nguza lasciò il paese nel 1981, tornò nel 1985 assumendo il ruolo prima di ambasciatore presso gli Stati Uniti e più tardi come ministro degli esteri. Tra il 1973-1974 le imprese straniere vennero nazionalizzate e gli investitori europei furono costretti a lasciare il paese, in molti casi la gestione di queste imprese venne assegnata a persone della cerchia di Mobutu, le quali ne saccheggiarono i beni. La scelta fece crollare l'economia e nel 1977 Mobutu si vide costretto a riammettere gli investitori stranieri.

### Nepotismo e cleptocrazia
Mobutu divenne uno degli esempi più famosi al mondo di cleptocrazia e nepotismo. I suoi parenti stretti e i membri della tribù Ngbandi ottennero alte posizioni nelle gerarchie governative e militari; l'ultimo figlio, Nyiwa, venne allevato affinché potesse succedergli come Presidente, ma nel 1994 Nyiwa morì di AIDS. Mobutu divenne uno dei più duraturi tra i dittatori africani e attraverso la vendita delle risorse naturali dello Zaire, riuscì ad ammassare una fortuna stimata nel 1984 come superiore ai 5 miliardi di dollari, la maggior parte custodita presso la Swiss Banks, mentre la popolazione viveva in povertà; tale cifra era quasi equivalente al debito estero dello Stato e nel 1989 il governo fu costretto a non pagare alcuni prestiti ricevuti dal Belgio. Mobutu viene ricordato come uno dei più corrotti leader della storia e il più importante esempio di cleptocrazia. La distrazione delle risorse economiche verso la personalità di Mobutu e della sua stretta cerchia di amici portò ad un rapido aumento dell'inflazione; il rapido declino del potere reale di acquisto dei salari, incoraggiò una cultura di disonestà e corruzione nei servizi pubblici a tutti i livelli.
Mobutu venne conosciuto anche per aver noleggiato un Concorde della Air France per uso personale, includendo alcuni viaggi a Parigi per fare compere per sé e la sua famiglia. Mobutu fece costruire l'Aeroporto di Gbadolite, sua città natale, dotato di una pista d'atterraggio abbastanza lunga e con tutti i requisiti tecnici da poter accogliere il Concorde. Nel 1989 Mobutu prese a noleggio il Concorde F-BTSD dal 26 giugno al 5 luglio per andare a parlare alle Nazioni Unite a New York, il 16 luglio per le celebrazioni del bicentenario della Presa della Bastiglia a Parigi (dove fu ospite di Mitterrand) e il 19 settembre per volare da Parigi a Gbadolite e per un altro volo da Gbadolite a Marsiglia, per il coro giovanile dello Zaire.

### Autenticità
Uno dei suoi desideri era che il paese ritrovasse le proprie radici culturali (obiettivo condiviso da tutte le élite che stavano portando i loro paesi fuori dal regime coloniale, e che venne definito la "decolonizzazione culturale"). Nell'ottica di una campagna di autenticità volta a valorizzare la cultura africana, Mobutu cambiò il nome dello Stato in Repubblica di Zaire nell'ottobre 1971. Agli africani venne ordinato di cancellare i loro nomi europei a favore di nomi africani ed i preti furono avvisati che se fossero stati scoperti a battezzare i bambini con nomi europei sarebbero stati condannati a cinque anni di carcere.
L'abbigliamento e le cravatte occidentali furono vietate e gli uomini furono costretti a vestire con una giacca stile maoista denominata abacost (il nome è la riduzione di à bas le costume, letteralmente "Abbasso il completo"). Nel 1972 Mobutu cambiò il proprio nome in Mobutu Sese Seko Nkuku Ngbendu Wa Za Banga ("L'onnipotente guerriero che, per la sua resistenza e inflessibilità vincerà, andando di conquista in conquista, lasciando il fuoco sul suo cammino"), come abbreviazione Mobutu Sese Seko. In questo periodo Mobutu assunse la sua immagine classica con abacost, occhiali a cornice spessa, bastone da passeggio e toque con pelle di leopardo.

### Sostegno internazionale

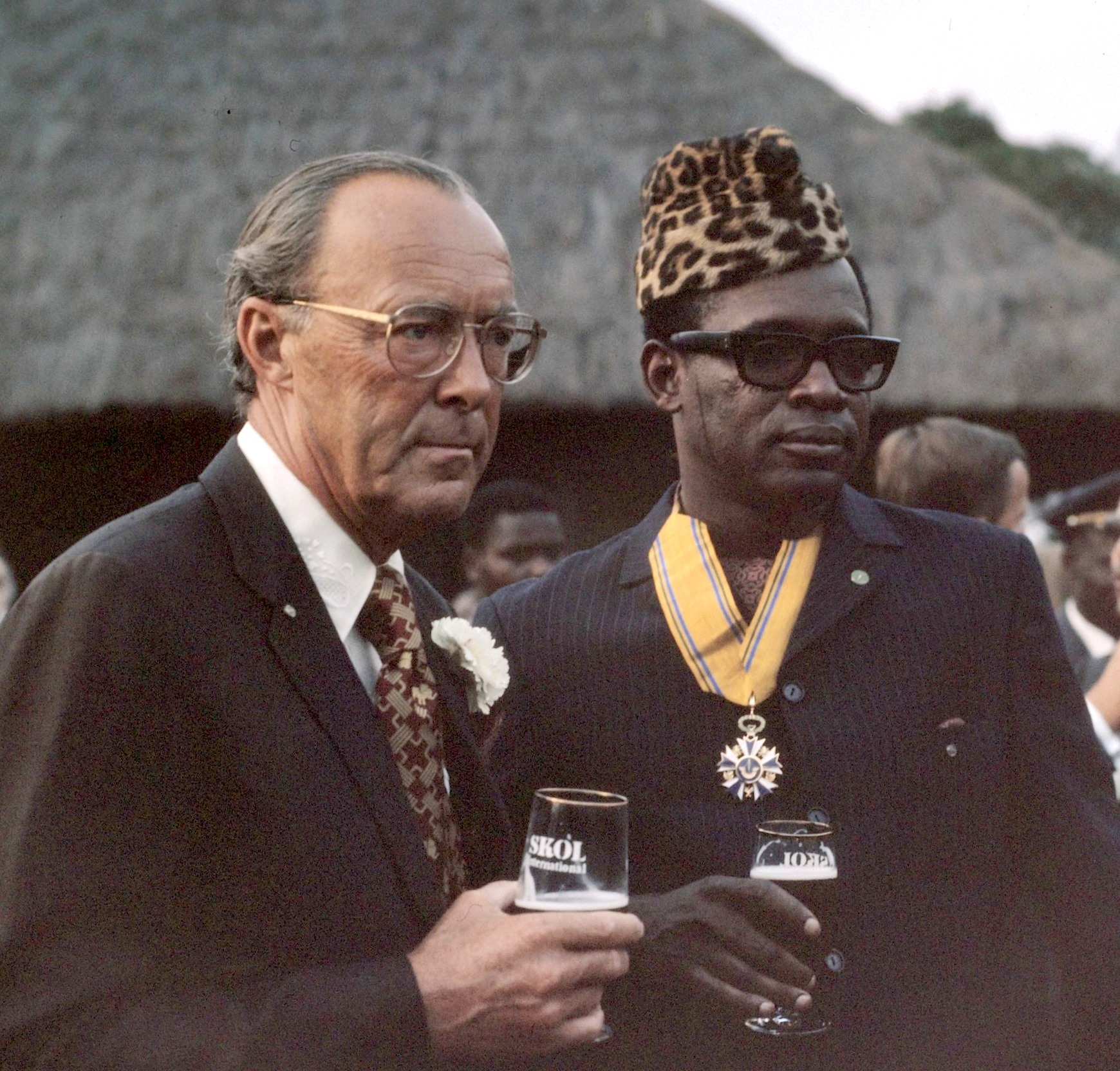
1973; Mobutu con il principe Bernhard van Lippe-Biesterfeld

L'ascesa al potere di Mobutu fu fortemente appoggiata sul piano internazionale, in particolare dagli USA e dai governi occidentali, sia in funzione anti-URSS, sia per garantirsi che la decolonizzazione politica non avesse conseguenze destabilizzanti sullo sfruttamento delle risorse africane da parte delle multinazionali statunitensi e straniere. Lo Zaire fu così additato, in quel periodo, come esempio di decolonizzazione per tutta l'Africa. Mentre all'interno del paese creava un regime autoritario, responsabile di molte violazioni dei diritti umani, nei confronti dell'estero mantenne una posizione anticomunista, così da ottenere una buona posizione nella diplomazia internazionale.
Malgrado Mobutu fosse un dittatore accusato di violazioni di diritti umani, negli anni 1960 e anni 1970 godette di ampio credito internazionale: fu ospitato alla Casa Bianca da diversi capi di Stato, tra cui Richard Nixon, in Belgio dal Re Baldovino Queste attenzioni da parte delle potenze occidentali furono in gran parte dovute all'interesse verso le ingenti risorse minerarie dello Zaire (uranio, oro, diamanti). Il 29 giugno 1989 tenne addirittura un discorso alla Casa Bianca, invitato dal presidente George H. W. Bush.

### Propaganda e culto della personalità
Mobutu credeva molto nella propaganda e fece di tutto per ottenere prestigio internazionale. Il 30 ottobre 1974 organizzò a Kinshasa, esclusivamente a fini propagandistici, il più famoso incontro della storia del pugilato, l'evento The Rumble in the Jungle, che vide opposti Muhammad Ali e George Foreman. Ribattezzò col suo nome il lago Alberto che dal 1971 divenne Lago Mobutu Sese Seko.
Alla propaganda si associava un fortissimo culto della personalità, tra i più pervasivi del XX secolo. Le notizie del mattino, trasmesse in televisione, erano precedute da un'immagine di Mobutu che scendeva dai cieli attraverso le nuvole, sue immagini erano affisse sui palazzi pubblici, i funzionari governativi indossavano risvolti che riproducevano il suo ritratto, egli portava titoli come: "Padre della nazione", "Messia", "Guida della Rivoluzione", "Timoniere", "Fondatore", "Salvatore del Popolo" e "Supremo combattente".
Nel documentario del 1996 sull'incontro di pugilato Foreman-Alì, combattuto nel 1974 in Zaire, è possibile sentire le danzatrici che accolsero gli atleti cantare "Sese Seko, Sese Seko". Agli inizi del 1975 ai media fu proibito menzionare altri soggetti, fuorché Mobutu, per le altre personalità veniva indicata solo la carica ricoperta. Questo culto della personalità lo accomunò a vari altri dittatori allora presenti sulla scena tra cui Bokassa e Idi Amin Dada.